# Zekkeishoku
Zekkeishoku (絶景色) è il primo album in studio del gruppo rock giapponese Alice Nine, pubblicato nel 2006.

## Tracce
1. Corona (光環) – 5:11
2. Velvet (ヴェルヴェット) – 5:15
3. Fantasy – 5:27
4. 3.2.1.REAL -SE- – 1:09
5. Haru, Sakura no Koro (春、さくらの頃) – 5:01
6. Dead School Screaming – 3:49
7. Kokkai no Kurage -Instrumental- (黒海の海月) – 1:08
8. Jelly Fish – 5:37
9. World End Anthology (ワールドエンドアンソロジー) – 3:50
10. Q. – 2:48
11. Kowloon – Nine Heads Rodeo Show (九龍)– 4:38
12. Armor Ring – 7:23